# Seznam dědiců italského trůnu
Tento seznam zahrnuje všechny osoby, které byly od roku 1861 první v linii následnictví italského trůnu. Ti, kteří skutečně nastoupili na trůn, jsou uvedeni tučně.

## Následníci trůnu
| Panovník            | Dědic                                     | Status              | Vztah k panovníkovi | Stal se dědicem; důvod                     | Přestal být dědicem; důvod                       | Další v následnictví, vztah k dědici                              |
| ------------------- | ----------------------------------------- | ------------------- | ------------------- | ------------------------------------------ | ------------------------------------------------ | ----------------------------------------------------------------- |
| Viktor Emanuel II.  | Princ Umberto, kníže z Piemontu           | zjevný dědic        | nejstarší syn       | 17. března 1861 vznik Italského království | 9. ledna 1878 otec zemřel, stal se králem        | Princ Amedeo, vévoda z Aosty 1861–1869 bratr                      |
| Viktor Emanuel II.  | Princ Umberto, kníže z Piemontu           | zjevný dědic        | nejstarší syn       | 17. března 1861 vznik Italského království | 9. ledna 1878 otec zemřel, stal se králem        | Princ Vittorio Emanuele, kníže z Neapole 1869–1878 syn            |
| Umberto I.          | Princ Vittorio Emanuele, kníže z Piemontu | zjevný dědic        | jediný syn          | 9. ledna 1878 otec se stal králem          | 29. července 1900 otec zavražděn, stal se králem | Princ Amedeo, vévoda z Aosty 1878–1890 strýc                      |
| Umberto I.          | Princ Vittorio Emanuele, kníže z Piemontu | zjevný dědic        | jediný syn          | 9. ledna 1878 otec se stal králem          | 29. července 1900 otec zavražděn, stal se králem | Princ Emanuele Filiberto, vévoda z Aosty 1890–1900 bratranec      |
| Viktor Emanuel III. | Princ Emanuele Filiberto, vévoda z Aosty  | předpokládaný dědic | bratranec           | 29. července 1900 bratranec se stal králem | 15. září 1904 králi se narodil syn               | Princ Amedeo, vévoda z Apulie syn                                 |
| Viktor Emanuel III. | Princ Umberto, kníže z Piemontu           | zjevný dědic        | jediný syn          | 15. září 1904 narozen                      | 9. května 1946 otec abdikoval, stal se králem    | Princ Emanuele Filiberto, vévoda z Aosty 1904–1931 syn bratrance  |
| Viktor Emanuel III. | Princ Umberto, kníže z Piemontu           | zjevný dědic        | jediný syn          | 15. září 1904 narozen                      | 9. května 1946 otec abdikoval, stal se králem    | Princ Amedeo, vévoda z Aosty 1931–1937 bratranec z druhého kolene |
| Viktor Emanuel III. | Princ Umberto, kníže z Piemontu           | zjevný dědic        | jediný syn          | 15. září 1904 narozen                      | 9. května 1946 otec abdikoval, stal se králem    | Princ Vittorio Emanuele, kníže z Neapole 1937–1946 syn            |
| Umberto II.         | Princ Vittorio Emanuele, kníže z Piemontu | zjevný dědic        | jediný syn          | 9. května 1946 otec se stal králem         | 12. června 1946 monarchie zrušena                | Princ Aimone, vévoda z Aosty 1946 vnuk prastrýce                  |